# Порт Вошингтон Норт (Њујорк)
Порт Вошингтон Норт (енгл. Port Washington North) град је у америчкој савезној држави Њујорк.

## Демографија
По попису из 2010. године број становника је 3.154, што је 454 (16,8%) становника више него 2000. године.
| Група             | 2000.         | 2010.         |
| Белци             | 2.227 (82,5%) | 2.605 (82,6%) |
| Афроамериканци    | 31 (1,1%)     | 51 (1,6%)     |
| Азијати           | 247 (9,1%)    | 263 (8,3%)    |
| Хиспаноамериканци | 170 (6,3%)    | 200 (6,3%)    |
| Укупно            | 2.700         | 3.154         |